# Noah Lyles
Noah Lyles (ur. 18 lipca 1997 w Gainesville) – amerykański lekkoatleta, specjalizujący się w biegach sprinterskich.

## Kariera sportowa
W 2013 w Doniecku został wicemistrzem świata juniorów młodszych w sztafecie szwedzkiej oraz dotarł do półfinału biegu na 200 metrów. Mistrz olimpijski młodzieży na dystansie 200 metrów (2014). W 2016 w Bydgoszczy został podwójnym mistrzem świata juniorów. Srebrny medalista IAAF World Relays (2017). W 2019 zdobył złote medale w biegu na 200 metrów i w sztafecie 4 × 100 metrów podczas mistrzostw świata w Dosze. W 2021 zdobył brązowy medal na dystansie 200 metrów podczas igrzysk olimpijskich w Tokio. Rok później sięgnął po dwa medale mistrzostw świata – obronił tytuł w biegu na 200 metrów oraz wywalczył srebro w biegu rozstawnym 4 × 100 metrów. Trzykrotny mistrz świata z Budapesztu (biegi na 100 i 200 metrów, oraz sztafeta 4 × 100 m; 2023) oraz dwukrotny srebrny medalista światowego czempionatu w hali (2024). W tym samym roku został mistrzem olimpijskim w biegu na 100 metrów oraz brązowym medalistą na dystansie dwukrotnie dłuższym podczas igrzysk w Paryżu.
Złoty medalista mistrzostw USA.

## Osiągnięcia
| Rok  | Impreza                               | Miejsce   | Konkurencja        | Lokata     | Wynik   |
| ---- | ------------------------------------- | --------- | ------------------ | ---------- | ------- |
| 2013 | Mistrzostwa świata juniorów młodszych | Donieck   | bieg na 200 m      | półfinał   | 21,58   |
| 2013 | Mistrzostwa świata juniorów młodszych | Donieck   | sztafeta szwedzka  | 2. miejsce | 1:50,14 |
| 2014 | Igrzyska olimpijskie młodzieży        | Nankin    | bieg na 200 m      | 1. miejsce | 20,80   |
| 2015 | Mistrzostwa panamerykańskie juniorów  | Edmonton  | bieg na 100 m      | 2. miejsce | 10,18   |
| 2015 | Mistrzostwa panamerykańskie juniorów  | Edmonton  | bieg na 200 m      | 1. miejsce | 20,27   |
| 2016 | Mistrzostwa świata juniorów           | Bydgoszcz | bieg na 100 m      | 1. miejsce | 10,17   |
| 2016 | Mistrzostwa świata juniorów           | Bydgoszcz | sztafeta 4 × 100 m | 1. miejsce | 38,93   |
| 2017 | IAAF World Relays                     | Nassau    | sztafeta 4 × 200 m | 2. miejsce | 1:19,88 |
| 2018 | Puchar Interkontynentalny             | Ostrawa   | bieg na 100 m      | 1. miejsce | 10,01   |
| 2018 | Puchar Interkontynentalny             | Ostrawa   | sztafeta 4 × 100 m | 1. miejsce | 38,05   |
| 2019 | IAAF World Relays                     | Jokohama  | sztafeta 4 × 100 m | 2. miejsce | 38,07   |
| 2019 | Mistrzostwa świata                    | Doha      | bieg na 200 m      | 1. miejsce | 19,83   |
| 2019 | Mistrzostwa świata                    | Doha      | sztafeta 4 × 100 m | 1. miejsce | 37,10   |
| 2021 | Igrzyska olimpijskie                  | Tokio     | bieg na 200 m      | 3. miejsce | 19,74   |
| 2022 | Mistrzostwa świata                    | Eugene    | bieg na 200 m      | 1. miejsce | 19,31   |
| 2022 | Mistrzostwa świata                    | Eugene    | sztafeta 4 × 100 m | 2. miejsce | 37,55   |
| 2023 | Mistrzostwa świata                    | Budapeszt | bieg na 100 m      | 1. miejsce | 9,83    |
| 2023 | Mistrzostwa świata                    | Budapeszt | bieg na 200 m      | 1. miejsce | 19,52   |
| 2023 | Mistrzostwa świata                    | Budapeszt | sztafeta 4 × 100 m | 1. miejsce | 37,38   |
| 2024 | Halowe mistrzostwa świata             | Glasgow   | bieg na 60 m       | 2. miejsce | 6,44    |
| 2024 | Halowe mistrzostwa świata             | Glasgow   | sztafeta 4 × 400 m | 2. miejsce | 3:02,60 |
| 2024 | World Athletics Relays                | Nassau    | sztafeta 4 × 100 m | 1. miejsce | 37,40   |
| 2024 | Igrzyska olimpijskie                  | Paryż     | bieg na 100 m      | 1. miejsce | 9,79    |
| 2024 | Igrzyska olimpijskie                  | Paryż     | bieg na 200 m      | 3. miejsce | 19,70   |

## Rekordy życiowe
- bieg na 60 metrów (hala) – 6,43 (17 lutego 2024, Albuquerque);
- bieg na 100 metrów – 9,79 (4 sierpnia 2024, Paryż);
- bieg na 200 metrów – 19,31 (21 lipca 2022, Eugene) rekord Stanów Zjednoczonych, 3. wynik w historii światowej lekkoatletyki.